# Munich Guitars
Munich Guitars ist ein Gitarrenensemble aus München. Geleitet wird es vom Gitarristen und Komponisten Walter Abt.

## Geschichte
1987 gründete Abt das Munich Guitar Orchestra in einem Ensemble von 10 jungen Wettbewerbspreisträgern und engagierten Zupfmusikern. Es standen nur wenige, qualitativ ansprechende Originalwerke zur Verfügung. So entstanden aus eigener Feder zunächst Arrangements vorwiegend der spanischen Literatur. Komponisten wie Gianfranco Grisi, Leo Brouwer, Heinz Benker, u. a., widmeten dem 10-köpfigen Gitarrenensemble ihre Werke, die vom Bayerischen Rundfunk und KOCH-Classics eingespielt und produziert wurden. Es folgten viele Konzertreisen in Zusammenarbeit mit dem Goethe-Institut in Europa.
Das Ensemble gewann unter der Leitung Abts im Jahr 1992 den 1. Preis beim Bayerischen Orchesterwettbewerb sowie beim Deutschen Orchesterwettbewerb des Deutschen Musikrats, außerdem einen Sonderpreis für die herausragende Interpretation zeitgenössischer Musik.

## Aktuelles Programm
Im aktuellen Programm des Ensembles befinden sich vorwiegend Werke von Walter Abt und Manuel Negwer. Das aktuelle Programm umfasst folgende Werke:
- Leo Brouwer - Acerca del cielo, el aire y la sonrisa
- Walter Abt - Between Strings and Matches
- Walter Abt - Kara Khoto
- Manuel Negwer - Marimba
- Walter Abt - Tangos
- Al de Meola - Mediterranean Sundance
- Atanas Ourkouzounov - Objets futiles
- Agostin Barrios-Mangoré - Danza Paraguaya
- Paco de Lucía - Almoraíma
- Paco de Lucía - Rio Ancho

## Diskographie
- Munich Guitar Orchestra (Koch)
- Cinema Paradiso – Italian Film Music

## Mitglieder
Die aktuellen Mitglieder der Munich Guitars sind Jonathan Bockelmann, Vanessa Hertwig, Matthias Eberlein, Thomas Kraus, Wolf-Dietrich Jäger, Riccardo Gatti, Tobias Sichert, Andreas Sichert und Matthias Obermeier, Bassgitarre.